# Воллер (округ, Техас)
Шаблон:StateAbbr_ 30°01′ пн. ш. 95°59′ зх. д. / 30.01° пн. ш. 95.98° зх. д.
Округ Воллер (англ. Waller County) — округ (графство) у штаті Техас, США. Ідентифікатор округу 48473.

## Історія
Округ утворений 1873 року.

## Демографія
За даними перепису 2000 року загальне населення округу становило 32663 осіб, зокрема міського населення було 12242, а сільського — 20421. Серед мешканців округу чоловіків було 16226, а жінок — 16437. В окрузі було 10557 домогосподарств, 7747 родин, які мешкали в 11955 будинках. Середній розмір родини становив 3,25.
Віковий розподіл населення поданий у таблиці:
| Стать    | До 15 років | 15-21 | 22-29 | 30-39 | 40-49 | 50-65 | 65-85 | Понад 85 |
| -------- | ----------- | ----- | ----- | ----- | ----- | ----- | ----- | -------- |
| Чоловіки | 3582        | 2741  | 1977  | 2063  | 2347  | 2210  | 1220  | 86       |
| Жінки    | 3345        | 2894  | 1772  | 2182  | 2211  | 2280  | 1514  | 239      |

## Суміжні округи
- Граймс — північ
- Монтгомері — північний схід
- Гарріс — схід
- Форт-Бенд — південь
- Остін — захід
- Вашингтон — північний захід

## Виноски
1. ↑  U.S. Decennial Census. United States Census Bureau. Архів оригіналу за 19 липня 2018. Процитовано 12 травня 2015.
2. ↑  Texas Almanac: Population History of Counties from 1850–2010 (PDF). Texas Almanac. Архів оригіналу (PDF) за 26 лютого 2015. Процитовано 12 травня 2015.
3. ↑  State & County QuickFacts. United States Census Bureau. Архів оригіналу за 22 липня 2011. Процитовано 29 грудня 2013.(англ.) Наведено за англійською вікіпедією.
4. ↑  American FactFinder. Бюро перепису населення США. Архів оригіналу за 26 лютого 2012. Процитовано 31 січня 2008.

| США | Це незавершена стаття з географії США. Ви можете допомогти проєкту, виправивши або дописавши її. |